# Suchoi S-70
Die Suchoi S-70 Ochotnik (russisch Сухой С-70 Охотник, Jäger) ist ein in der Entwicklung befindliches russisches unbemanntes Tarnkappen-Kampfflugzeug, das im Verband mit der Suchoi Su-57 eingesetzt werden soll.

## Entwicklung
Ende Juni 2019 wurde auf der Militärmesse „Armija“ in Kubinka ein verkleinertes Modell der S-70 der Öffentlichkeit vorgestellt. Nach dem Erstflug (eines Prototyps des Originals) am 3. August 2019 veröffentlichte das russische Verteidigungsministerium am 27. September 2019 ein Video, in welchem eine Suchoi Su-57 der Drohne folgte.
Während die Tests 2019 die allgemeinen Funktionen und das Flugverhalten der Drohne betrafen, wurde im Dezember 2020 das konkrete Einsatzverfahren im Verbund mit einer Su-57 evaluiert. Dabei wurde die S-70 mit Luft-Luft-Raketen, zwar ohne Antrieb und Sprengkopf, dafür mit funktionsfähiger Elektronik bestückt. Das Einsatzverfahren sieht vor, dass die S-70 entfernte feindliche Luftziele findet und diese nach der Entscheidung des Su-57-Piloten bekämpft.
Ende 2020 wurde eine nicht näher spezifizierte Drohne, von der angenommen wird, dass es sich um die S-70 handelte, im Verbund mit strategischen Tu-95-Bombern getestet. Anfang 2021 fanden Waffenintegrationstests auf einem Testgelände bei Astrachan statt, bei denen die Ochotnik ungelenkte Bomben im internen Waffenschacht mitführte und auf Bodenziele abwarf.
Im Dezember 2021 fand das Rollout eines zweiten Prototyps mit flacher Schubdüse aus dem 3D-Drucker, verbesserter Bordelektronik, erweiterter Systemarchitektur und einer radarabsorbierenden Oberflächenbeschichtung statt. 2023 wurde bekannt, dass sich das ganze Programm und die Serienfertigung der Ochotnik verzögern werden. Für die Produktion sollte innerhalb von fünf Jahren eine neue Fabrik gebaut werden. Weitere Testflüge fanden statt. Es gebe 2024 Vorbereitungen für eine Vorserie. Die S-70 soll auch für den Einsatz von den Angriffsschiffen Projekt 23900 fähig gemacht werden. Die Serienreife wurde ursprünglich für 2025 erwartet. Im November 2024 war von einem "fortgeschrittenen Stadium der Entwicklung" die Rede.

## Beschreibung und Fähigkeiten
Die S-70 Ochotnik ist ein mit einem Turbinen-Strahltriebwerk versehener Nurflügler mit einer Länge von ungefähr 14 m und einer Spannweite von ca. 19 m. Mit einer Startmasse von rund 20 t ist sie vergleichbar mit der US-amerikanischen Northrop Grumman X-47B und somit deutlich größer als die MiG-Skat oder die Dassault Neuron. Angetrieben wird die S-70 von einem Saturn AL-41.
Die Suchoi S-70 kann sowohl Raketen als auch Bomben tragen. Laut russischen Quellen ist die S-70 Ochotnik mit Raketen ausgestattet, die denen der Su-57 ähneln, darunter die Ch-38m, eine Luft-Boden-Rakete mit einem zweistufigen Feststoffraketenmotor. Die Ch-59 MK2 hingegen ist ein videogelenkter Marschflugkörper mit einem Turbofan-Triebwerk. Beide Raketen bieten eine Reichweite von 25 Meilen. Bei einem Zwischenfall im Oktober 2024 in der Ukraine war ein Prototyp mit mindestens einer modernen UMPB D-30SN-Gleitbombe bewaffnet.
Wegen ihres Düsenantriebs erreicht sie Geschwindigkeiten von 1000 km/h. Aufgrund ihrer Geschwindigkeit und ihrer Fähigkeit zum Luftkampf ist sie auch als Loyal Wingman geeignet.

## Zwischenfälle
Am 5. Oktober 2024 wurde über der Ukraine eine S-70 durch Eigenbeschuss abgeschossen, vermutlich von einer Su-57. Die Maschine fiel in der Nähe von Kostjantyniwka in einem bewohnten Gebiet auf nicht von der russischen Armee kontrolliertes ukrainisches Territorium, so dass die Trümmer in die Hände des ukrainischen Militärs fielen. Der Abschuss könnte wegen eines Kontrollverlusts über die Drohne notwendig gewesen sein. Im Video ist zu sehen, wie das Begleitflugzeug sofort nach dem Abschuss abdreht. Danach versuchte Russland offensichtlich vergeblich, eine Bergung des abgeschossenen Wracks mittels einer Iskander-Rakete zu verhindern, wie ukrainische Fotos und Filme zeigen sollen.
Ersten ukrainischen Angaben zufolge besaß die abgeschossene S-70 noch keine radarabsorbierende Beschichtung und war mit „S-70-4“ beschriftet, was auf den vierten Prototypen hindeuten würde. Die S-70 war mit mindestens einer Gleitbombe bewaffnet. Gemäß Angaben eines russischen Bloggers soll der scharfe Einsatz einer S-70 in Verbund mit Su-57 im Krieg gegen die Ukraine schon zuvor erfolgt sein. Der Abschuss über der Ukraine ist für Russland ein schwerer Verlust, da ukrainische und amerikanische Experten die Überreste analysieren und Erkenntnisse über die Fähigkeiten und eingesetzten Materialien gewinnen werden.